# Karl Büren
Karl Büren (auch Carl) (* 13. Dezember 1871 in Untereschbach; † 4. Januar 1942 in Berlin) war Verwaltungsjurist und Politiker (NLP).
Büren, der evangelischer Konfession war, studierte Rechtswissenschaft an der Universität Bonn und schloss das Studium mit der Promotion zum Dr. jur. ab. Seit 1892 gehörte er der Burschenschaft Alemannia Bonn an Später wurde er auch Alter Herr der Burschenschaft Alemannia Münster. Vom 15. April 1902 bis zum 30. September 1907 war er Zweiter Bürgermeister und von Oktober 1907 bis September 1913 Erster Bürgermeister von Herne. Anlässlich der Einweihung des Herner Rathauses 1912 wurde ihm der Titel eines Oberbürgermeisters verliehen. Nach seinem Ausscheiden aus dem Amt zog er 1913 nach Berlin. 1911 bis 1913 war er für den Wahlkreis Herne Abgeordneter im Provinziallandtag der Provinz Westfalen. Er war von 1916 bis 1934 Generaldirektor der Braunkohlen- und Brikett-Industrie AG in Berlin, später deren Aufsichtsratsvorsitzender und Aufsichtsratsvorsitzender der Schipkau-Finsterwalder Eisenbahn-Gesellschaft sowie Vorstandsmitglied der Vereinigung Deutscher Arbeitgeberverbände. Er wurde mit dem Titel eines Dr.-Ing. h.c. geehrt. Am 20. Februar 1933 war er Teilnehmen am Geheimen Treffen Hitlers mit Industriellen.

## Werke
- Die Hypothek und die Grundschuld des preussischen Eigentumserwerbsgesetzes, Darstellung und Vergleich der beiden Verpfändungsarten. 1897. 74 Seiten. (= Dissertation)